# Ai-Da (robot)

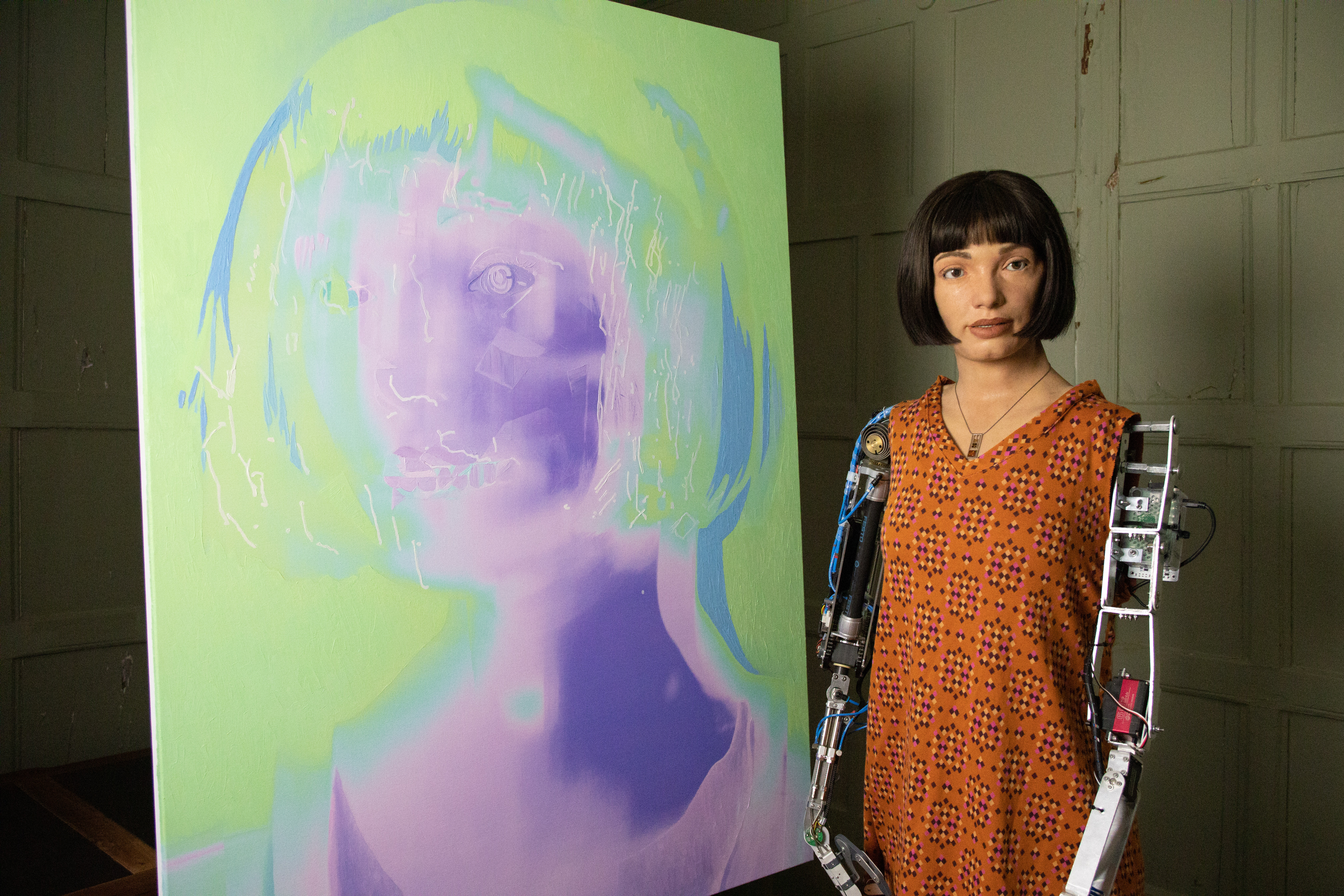
Ai-Da

Ai-Da és un robot humanoide artista capaç de dibuixar, pintar i esculpir, gràcies a braços robòtics i càmeres que actuen com als seus ulls. El seu nom constitueix un homenatge a la pionera de la computació Ada Lovelace.

## Història
Creat pel galerista anglès Aidan Meller i l'empresa Engineered Arts, Ai-Da és considerat el primer «robot artista ultrarrealista». Va ser completat el febrer de 2019 i va ser presentat públicament a l'exposició «unsecured futures» del St. John’s College aquell mateix any. Entre les seves influències, Ai-Da esmenta Kandinsky, Yoko Ono, Doris Salcedo i Aldous Huxley.
Segons el seu creador, l’objectiu d’Ai-Da és incomodar el públic i generar un debat respecte a la naturalesa de la creació artística i els avenços tecnològics. No obstant això, el galerista afirma també que aquest tipus d’inteligència artificial podria ser aprofitada en un futur pels artistes humans.
L'octubre de 2021, Ai-Da va ser detingut per les autoritats d'Egipte durant 10 dies, sota la sospita d'espionatge.